# Підземні об'єкти під Московським Кремлем
Підземні об'єкти під Московським Кремлем — комплекс спеціальних фортифікаційних споруд та комунікацій, збудованих у радянський період (переважно під час та після Другої світової війни) під територією Московського Кремля та прилеглими районами. Ці споруди призначалися для захисту вищого керівництва СРСР, забезпечення безперебійного функціонування державних структур та урядового зв'язку в умовах воєнного часу.

## Історія будівництва та призначення
Будівництво основного комплексу підземних споруд розпочалося відповідно до постанови Ради Народних Комісарів СРСР від 21 квітня 1941 року, незадовго до початку німецько-радянської війни. Метою було створення захищених об'єктів для найвищих посадових осіб країни. Проєктування та будівництво здійснювалися з урахуванням потреби у високому рівні захисту від авіаційних бомбардувань.
До початку війни Кремль мав лише застарілі підвали та тимчасові земляні укриття. Попри початок бойових дій, будівництво, хоча й із затримками, тривало. Мешканці Кремля почали використовувати недобудовані сховища як бомбосховища вже під час активних нальотів на Москву.

## Структура комплексу
Згідно з дослідженнями, заснованими на розсекречених архівних матеріалах (зокрема, книга Д. Є. Юркова «Радянські „секретні бункери“»), кремлівський підземний комплекс включав:
- Об'єкт № 1: неглибоке спеціальне сховище, призначене для найвищих керівників держави.
- Об'єкт № 1а: урядовий спецоб'єкт з ліфтовою шахтою до будівель Кремля, який призначений витримувати навантаження в разі ядерного удару. Має вигляд єдиного протяжного тунелю із пішохідними коридорами та робочими приміщеннями. Сполучений з об'єктом № 103.
- Об'єкт № 25: Спеціальне сховище для апарату Ради Народних Комісарів СРСР та інших важливих посадових осіб (початково відомий як «об'єкт № 2»). Це об'єкт глибокого закладення під Василівським узвозом, що складається з декількох блоків і має виходи до західного перегінного тунелю Замоскворецької лінії, і до цього бункера примикав початок транспортного тунелю, розташованого дещо глибше.
- Об'єкти № 15 та № 16: Додаткові спеціальні об'єкти. Об'єкт № 16, зокрема, був підземним вузлом високочастотного (ВЧ) урядового зв'язку. А об'єкт № 15 — надпотужний радіомовний центр.
- Об'єкт № 103: режимний об'єкт. Являє совою тунель зі сполученими бункерами, що має збійки з перегінними тунелями Арбатсько-Покровської (у районі Олександрівського саду і Старої площі), Замоскворецької (у районі Василівського узвозу, через об'єкт № 25) і Сокольницької (біля станції Луб'янка) ліній метрополітену. А також має сполучення з гілкою метро-2 «Д-6».
- Сполучення з Московським метрополітеном: Комплекс був інтегрований з Московським метрополітеном. Тунель довжиною 165 метрів з'єднував Кремль зі спеціальною ділянкою метро. Ділянка метро між станціями «Площа Свердлова» (нині «Театральна») та «Новокузнецька» була адаптована для використання як додаткове, хоча й менш комфортне, але добре захищене сховище, відоме як «кремлівське сховище-метро».
- Використання існуючих інфраструктур: Для розширення комплексу використовувалися існуючі підземні виробки, зокрема шахта Метробуду № 65/13 під Ветошним проїздом, де було розміщено Об'єкт № 16.

Після війни, у 1950-х роках, відбулося подальше розширення комплексу. Зокрема, старе спецсховище Центрального Комітету КПРС було з'єднано з основними кремлівськими об'єктами за допомогою шахти та спеціального тунелю.

## Розсекречення інформації
Інформація про існування та структуру цих підземних об'єктів тривалий час залишалася засекреченою. Часткові відомості почали з'являтися в мемуарах високопоставлених військових у 1970-1980-х роках. Значний обсяг даних став доступним завдяки розсекреченню архівних документів та подальшим історичним дослідженням, зокрема роботам Дмитра Юркова. Мемуари керівника Протокольної служби Кремля В. М. Шевченка на початку 2000-х років також підтвердили існування підземних тунелів, що сполучали Кремль з іншими урядовими будівлями.